# Azemmour

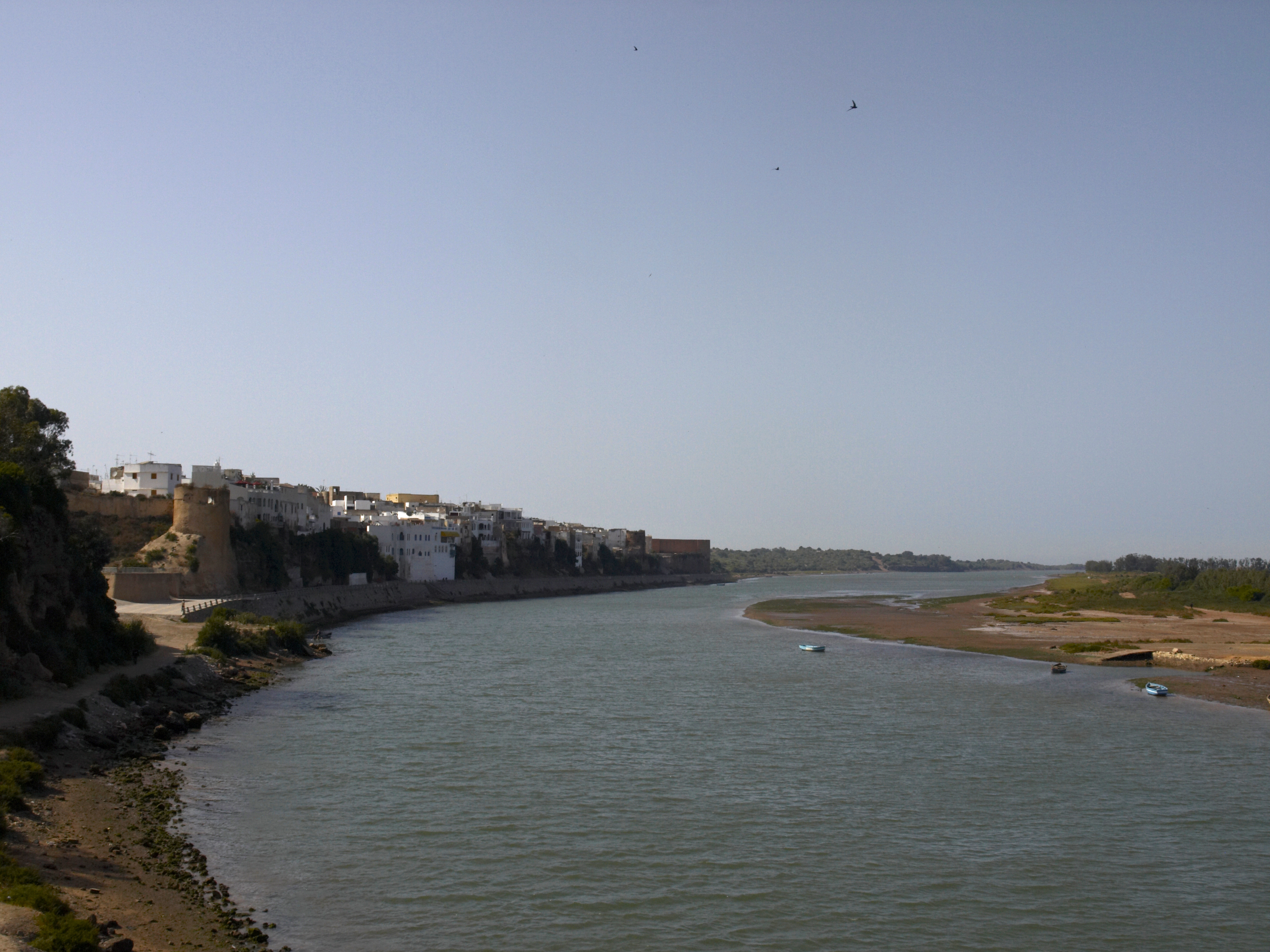
Azemmour vid floden Oum Er-Rbia.

Azemmour är en stad i Marocko och är belägen i provinsen El Jadida som är en del av regionen Casablanca-Settat. Folkmängden uppgick till 40 920 invånare vid folkräkningen 2014.